# Yaxché (Tunkás)
Yaxché es una localidad del municipio de Tunkás en el estado de Yucatán, México.

## Toponimia
El nombre (Yaxché) proviene del idioma maya y significa árbol de ceiba (Ceiba pentandra).